# De La Soul
De La Soul er en amerikansk hiphop-gruppe dannet i 1987 på Long Island, New York.

## Diskografi
- 3 Feet High and Rising (1989)
- De La Soul Is Dead (1991)
- Buhloone Mindstate (1993)
- Stakes Is High (1996)
- Art Official Intelligence: Mosaic Thump (2000)
- AOI: Bionix (2001)
- The Grind Date (2004)
- Plug 1 & Plug 2 Present... First Serve (2012)
- And the Anonymous Nobody... (2016)